# 竹内理三
竹内 理三（たけうち りぞう、1907年（明治40年）12月20日 - 1997年（平成9年）3月2日）は、日本の歴史学者。専門は日本古代史・中世史。号は竹犂（ちくり）。文学博士。東京大学名誉教授。東京大学史料編纂所所長を務めた。

## 経歴
出生から修学期
1907年（明治40年）12月20日、愛知県知多郡岡田町（現・知多市）にて、機織工場の共同経営者である父・竹内仁重と母・志んの三男として生まれた。
岡田尋常小学校を経て、1920年、愛知県立半田中学校（現・愛知県立半田高等学校）に入学。背が低く猛勉強をする竹内は、彼を気に入らない連中からいじめを受けたという。1924年、第八高等学校文科甲類に入学。在学中に同級生と史学研究会を結成し、その会報誌『瑞陵史叢』の創刊号に竹内の処女論文「有史以前の日本」を寄せている。また、指導教官である国文学の教授石井直三郎より、『万葉集』の講読を受けた。これが竹内の奈良時代史研究の下地となった。
1927年（昭和2年）、第八高等学校を卒業し、東京帝国大学文学部国史学科に入学。同期生に川崎庸之・宝月圭吾がいた。在学中、東洋史の講義の聴講に熱心であったという。1930年（昭和5年）に東京帝国大学文学部国史学科を卒業。卒業論文は「奈良朝時代に於ける寺院経済の研究」。寺院経済をテーマとしたのは、竹内の父が郷里の檀家総代として寺院経済に関与していたこと、辻善之助が政教中心の仏教史を研究していたので、経済史側面からの仏教史を明らかにしたかったのが主な理由だという。卒業論文の題目を決定する際、平泉澄からは「そんなもんで歴史が書けますかね」と言われたという。これは、当時皇国史観と唯物史観が歴史学界の中で激しく対立していたことが背景にある。この卒業論文は翌1931年に大岡山書店から『奈良朝時代に於ける寺院経済の研究』として出版されたが、これは竹内の恩師である辻善之助のすすめによるという。
東京帝国大学史料編纂所時代
東京帝国大学を卒業後、東京帝国大学史料編纂所に業務嘱託として入所。大日本史料第一編部に配属された。1935年より同史料編纂所史料編纂官補、1945年より同史料編纂所編纂官。史料編纂所に在籍中も精力的に著述を重ね、竹内の荘園史研究の萌芽というべき『日本上代寺院経済史の研究』（1934年）や、さらに発展させた『寺領荘園の研究』（1942年）を著した。
1943年から翌1944年にかけて、奈良時代の史料集『寧楽遺文』を刊行した。これは、竹内が卒業論文作成時に蒐集した史料を整理したもので、『大日本古文書』が入手困難であった当時において若手研究者を中心に重宝された。
九州大学時代
1948年、九州大学法文学部教授に転じた。翌1949年に同文学部教授に昇格。しかしながら、1959年、東京大学史料編纂所教授に転じた。
東京大学史料編纂所時代以降
1961年、学位論文『日本に於ける貴族政権の成立』を東京大学に提出して文学博士の学位を取得。1965年4月、東京大学史料編纂所第8代所長に就任。1968年3月、所長を退任し、また東京大学を定年退官して名誉教授となった。
その後は同年4月より早稲田大学文学部教授として教鞭を執った。1978年、早稲田大学教授を定年退職。1988年、日本学士院会員に選出された。1992年、早稲田大学名誉博士の称号を授与された。1997年3月に死去。享年89歳。

### 受賞・栄典
- 1956年：西日本文化賞を受賞。
- 1958年：朝日文化賞。『寧楽遺文』ならびに『平安遺文』完成に対する功績を称えて。
- 1969年：紫綬褒章。
- 1978年：勲三等旭日中綬章。
- 1988年：文化功労者。
- 1991年：毎日出版文化賞。
- 1996年：文化勲章[9][10]。
- 1997年：知多市名誉市民[11]。
- 1997年：死去と同時に叙従三位、賜銀杯一組。

## 研究内容・業績
奈良・平安・鎌倉時代史研究の環境整備は竹内の功績に負うところが大きい。

### 『寧楽遺文』(全2巻)(1943年～1944年)
1943年～1944年に初版が刊行された。

### 『平安遺文』(全9巻)(1947年～1957年)
竹内の経歴を語る上で外すことができないのは、大著『平安遺文』の刊行である。1947年から刊行されたが、太平洋戦争敗戦に伴う経済界の混乱によって出版の継続は難しい状況にあった。1952年に、文部省の研究出版助成金を受けたことによって劣悪な出版状況が改善され、『平安遺文』の刊行が円滑となり、1957年第9巻の刊行を以て一応の完成を見た。この『平安遺文』の刊行によって、平安時代史研究の環境が整備された。「平安遺文フルテキストデータベース」が公開されている。

### 『鎌倉遺文』
鎌倉時代の史料を蒐集・整理した『鎌倉遺文』も刊行された。「鎌倉遺文フルテキストデータベース」が公開されている「
門下生
- 海老澤衷（早稲田大学文学学術院教授）
- 黒田日出男（東京大学名誉教授、元東京大学史料編纂所長）
- 瀬野精一郎（早稲田大学名誉教授）

## 家族・親族
- 二男：竹内啓は経済学者。東京大学名誉教授、明治学院大学名誉教授。
- 三男：竹内伸は理学者。東京理科大学長。東京大学名誉教授、元東京大学物性研究所長。
- 孫：竹内建は物理学者。バージニア工科大学 理学部物理学科准教授。
- 孫：竹内幹は経済学者。一橋大学経済学研究科准教授。

## 著作
編著書
- 『寧楽遺文』(全2巻)

1. 上巻 八木書店 1943
2. 下巻 東京堂出版 1944

- 訂正版 (全3巻) 東京堂出版 1962年

- 『平安遺文』(全15巻） 東京堂出版

古文書編11冊、金石文編、題跋編、索引編2冊
- 『鎌倉遺文』(全52巻) 東京堂出版

古文書編42冊、古文書編補遺4冊、索引5冊、総目録
- 『日本の歴史』企画委員、中央公論社[15]
- 『武士の登場』(日本の歴史 6) 中央公論新社
- 『角川日本地名大辞典』編纂委員会委員長、角川書店

著作集
- 『竹内理三著作集』(全8巻) 角川書店

1. 『奈良朝時代に於ける寺院経済の研究』
2. 『日本上代寺院経済史の研究』
3. 『寺領荘園の研究』
4. 『律令制と貴族』
5. 『貴族政治の展開』
6. 『院政と平氏政権』
7. 『荘園史研究』
8. 『古代中世の課題』

## 竹内理三に関する参考文献
- 石井進「竹内理三先生を偲ぶ」『史学雑誌』第106巻第6号、公益財団法人史学会、1997年、1200-1202頁、NAID 110002362341。
- 佐藤和彦「竹内理三氏を偲ぶ」『日本古書通信』第62巻第5号、日本古書通信社、1997年、28-29頁、ISSN 03875938。
- 竹内理三、瀬野精一郎、平野邦雄「私の古文書蒐集と刊行(国史学界の今昔-30-)」『日本歴史』第534号、吉川弘文館、1992年、36-57頁、NAID 40003067925。
- 『竹内理三著作集 第8巻 古代中世の課題』（角川書店、2000年）[16][17]
- 竹内理三人と学問編集委員会 編『竹内理三 人と学問』（東京堂出版、1998年）[18][19]
- 赤坂長明 著「竹内理三編『平安遺文（全十三巻）』（東京堂出版）」、小宮山量平ほか 編『名著の履歴書 上 80人編集者の回想』日本エディタースクール出版部、1971年、100-106頁。 NCID BN01048234。